# Petrovice nad Úhlavou (tvrz)
Petrovice nad Úhlavou jsou tvrz ve stejnojmenné vesnici u Janovic nad Úhlavou v okrese Klatovy. Založena byla v polovině šestnáctého století jako panské sídlo malého panství. Mezi jejími majiteli se vystřídali příslušníci rodů Janovských z Janovic a Příchovských z Příchovic. Roku 1648 tvrz ztratila svou sídelní funkci a postupně byla upravena do dochované podoby s renesančními a barokními prvky. Od roku 1964 je chráněna jako kulturní památka.

## Historie
Od druhé poloviny patnáctého století bývaly Petrovice součástí janovického panství. Roku 1539 z něj byl oddělen nový statek pro Oldřicha z Janovic, ke kterému patřilo pusté popluží v Petrovicích, Spůle a pustá ves Blata. Oldřich si v Petrovicích nechal postavit tvrz. Své panství poté odkázal manželce Apoloně ze Štokavy a synům Rackovi a Vilémovi. Synové si dědictví roku 1571 rozdělili a své statky spravovali ještě roku 1590. V témže roce Petrovice připadly synům Jindřicha Janovského, z nichž každý dostal jednu polovinu. Ke sloučení panství došlo v roce 1611, kdy je koupil Zdebor Příchovský z Příchovic připomínaný v Petrovicích také v letech 1612–1615. První písemná zmínka o tvrzi pochází až z roku 1648, kdy Jan Vilém Příchovský statek prodal Vilému Albrechtovi Krakovskému z Kolovrat, který je připojil k dešenickému panství. Podle popisu z roku 1737 se uvnitř nacházela klenutá kuchyně, komory a ubytování pro pracovníky přilehlého poplužního dvora.

## Stavební podoba
Budova tvrze má obdélný půdorys a sedlovou střechu. Fasády jsou členěné kordonovou římsou mezi přízemím a prvním patrem a na jižní a západní straně také pilastry. Pod střechou se nachází korunní římsa. Obloukem zakončený vstup se nachází uprostřed západní zdi. Barokní prvky se dochovaly zejména v podobě prolamovaných nadokenních říms u některých oken.